# Initiative tchèque pour l'achat d'obus
L'initiative tchèque pour l'achat d'obus désigne la coalition menée par la république tchèque qui vise à acheter des obus hors de l'Union Européenne pour pallier la pénurie de munition dont fait face l'Ukraine dans sa guerre contre l'invasion russe de son territoire. 

## Historique
L'échec de l'Union européenne de fournir 1 million d'obus à l'Ukraine entre mars 2023 et mars 2024 a conduit à des pénuries de munitions pour l'armée ukrainienne face à l'armée russe. À la suite de cet échec, le président tchèque Petr Pavel lance sont initiative qui vise à acheter hors de l'UE des obus grâce à l'argent collecté auprès de pays soutiens de l'Ukraine comme la Belgique, la Grande-Bretagne, le Danemark, la France, l'Allemagne, la Lituanie, les Pays-Bas, la Norvège, la Suède et le Canada. Le premier ministre Petr Fiala annonce avoir signé un contrat pour 180 000 unités mi avril et un contrat pour 380 000 autres en négociation.
La république tchèque n'a pas révélé l'origine de ces obus mais ils pourraient provenir d'Afrique du Sud, de Turquie, de Corée du Sud ou encore d'Amérique latine.
Selon Tomas Pojar, conseiller tchèque à la Sécurité national, les munitions pourrait arriver sur le champ de bataille d'ici à juin 2024.
Au total ce sont 500 000 obus de 155 mm et 300 000 obus de 122 mm qui ont été identifiés. Cet achat nécessitera 1,5 milliard de dollars (1,38 milliard d'euros) selon le journal Financial Times.